# Perros-Guirec
Perros-Guirec / Perroz-Gireg là một xã trong tỉnh Côtes-d'Armor, thuộc vùng hành chính Bretagne của nước Pháp, có dân số là 7.614 người (thời điểm 1999).